# Cellefrouin
Cellefrouin – miejscowość i gmina we Francji, w regionie Nowa Akwitania, w departamencie Charente.
Według danych na rok 1990 gminę zamieszkiwały 563 osoby, a gęstość zaludnienia wynosiła 14 osób/km² (wśród 1467 gmin regionu Poitou-Charentes Cellefrouin plasuje się na 510. miejscu pod względem liczby ludności, natomiast pod względem powierzchni na miejscu 77.).